# 吉蘭丹蘇丹
吉兰丹苏丹是马来西亚吉兰丹州世袭的最高统治者。国家的执行机关授予他吉兰丹州君主的身份。
现任苏丹为莫哈末五世在2010年9月13日即位，是第29任吉兰丹苏丹。也於2016年12月13日至2019年1月6日期間，就任马来西亚最高元首。

## 历史
在历史上，吉兰丹曾经是一个连接中国、印度与暹罗文明贸易的强大国家。在13至14世纪期间，吉兰丹先后沦为满者伯夷和三佛齐的朝贡国之后，又于15世纪先后在暹罗和马六甲苏丹王朝的威权之下。1511年葡萄牙人征服马六甲之后，吉兰丹解体成了几个小封国，随后被暹罗再度征服，并伏属于邻国北大年的统治之下。
1760年，拉者Kubang Labu（一些文献也写作Long Muhammad或Long Pandak）继位，统一了各个小封国。四年后，他被拥有北大年血统的贵族Long Yunus推翻篡位。Long Yunus在1795年死后，国家被登嘉楼苏丹控制。1800年，Long Yunus的儿子Long Muhammad自称莫哈末一世，最后在1812年被暹罗国王承认了统治地位。

## 历任苏丹

### 土侯
| 顺序 | 肖像 | 名称           | 生卒日期   | 在位日期         | 备注           |
| ---- | ---- | -------------- | ---------- | ---------------- | -------------- |
| 1    |      | 玛哈拉惹苏里曼 | ？－1233年 | 约1233年         |                |
| 2    |      | 玛哈拉惹苏南   | ？－1253年 | 约1233年－1253年 | - 室利佛逝王候 |
| 3    |      | 拉惹撒克南他   | ？－1267年 | 约1253年－1267年 | - 室利佛逝王候 |
| 4    |      | 桑塔瓦         | ？－1339年 | 约1267年－1339年 | - 狼牙脩拉惹   |

### 旧吉兰丹苏丹王朝
| 顺序 | 肖像 | 名称                   | 生卒日期           | 在位日期                      | 备注                                                                  |
| ---- | ---- | ---------------------- | ------------------ | ----------------------------- | --------------------------------------------------------------------- |
| 1    |      | 苏丹马末               | ？－1362年         | 约1339年－1362年              | - 狼牙脩及吉兰丹拉惹                                                  |
| 2    |      | 苏丹峇基沙             | ？－1418年         | 约1362年－1418年              | - 遮闽拉惹（Raja Chermin）                                                        |
| 3    |      | 苏丹萨迪·莫哈末沙      | ？－1429年         | 约1418年－1429年              | - 吉兰丹拉惹                                                          |
| 4    |      | 苏丹依斯干达沙         | ？－1467年         | 约1429年－1467年              | - 吉兰丹－满者伯夷拉惹                                                |
| 5    |      | 苏丹满速沙             | ？－1522年11月30日 | 约1467年－1522年11月30日      | - 吉兰丹－满者伯夷拉惹                                                |
| 6    |      | 苏丹贡峇               | 1499年－1526年     | 1522年11月30日－1526年        | - 吉兰丹拉惹                                                          |
| 7    |      | 苏丹阿末沙             | ？－1547年         | 1526年－1547年                | - 吉兰丹拉惹                                                          |
| 8    |      | 苏丹满速沙             | ？－1561年         | 1547年－1561年                | - 吉兰丹拉惹                                                          |
| 9    |      | 苏丹依布拉欣           | ？－1579年         | 1561年－1565年                | - 吉兰丹拉惹                                                          |
| 10   |      | 拉惹乌玛               | ？－1597年         | 1565年－1570年                | - 吉兰丹拉惹 - 马六甲－柔佛苏丹（1571年－1597年）                     |
| 11   |      | 苏丹依布拉欣（第二次） | 同上               | 1570年－1579年                | - 吉兰丹拉惹                                                          |
| 12   |      | 苏丹阿迪鲁丁           | ？－1605年         | 1579年－1597年                | - 吉兰丹拉惹                                                          |
| 13   |      | 苏丹莫哈末             | 待考               | 1597年－1602年                | - 吉兰丹拉惹                                                          |
| 14   |      | 苏丹阿迪鲁丁（第二次） | 同上               | 1602年－1605年                | - 吉兰丹拉惹                                                          |
| 15   |      | 苏丹萨米鲁丁           | ？－1616年         | 1605年－1616年                | - 吉兰丹拉惹                                                          |
| 16   |      | 苏丹阿都-卡迪尔        | ？－1637年5月26日  | 1616年－1637年5月26日         | - 吉兰丹拉惹                                                          |
| 17   |      | 拉惹萨迪               | ？－1662年         | 1637年5月26日－1662年         | - 占峇拉惹（1637年－1649年） - 吉兰丹－北大年拉惹（1650年－1662年）   |
| 18   |      | 拉惹罗尤               | ？－1663年         | 1650年1月4日－1663年          | - 占峇拉惹                                                            |
| 19   |      | 端布特里马丽安         | ？－1671年         | 1663年－1671年                | - 占峇拉惹（1663年－1671年） - 吉兰丹拉惹（1667年－1671年）           |
| 20   |      | 苏丹阿都-拉辛          | ？－1676年3月16日  | 1671年－1676年3月16日         | - 占峇拉惹（1646年－1649年） - 吉兰丹拉惹（1671年－1676年）           |
| 21   |      | 苏丹乌玛               | ？－1721年10月22日 | 1676年3月16日－1721年10月22日 | - 吉兰丹－北大年拉惹（1670年－1721年） - 吉兰丹拉惹（1676年－1721年） |
| 22   |      | 苏丹隆峇哈             | ？－1734年5月23日  | 1721年10月22日－1734年5月23日 | - 吉兰丹－北大年拉惹（1715年－1734年） - 吉兰丹拉惹（1721年－1734年） |
| 23   |      | 拉惹隆苏莱曼           | ？－1798年         | 1734年－1739年                | - 占峇拉惹 - 废位                                                     |
| 24   |      | 空白期                 |                    | 1739年－1746年                |                                                                       |
| 25   |      | 拉惹隆苏莱曼（复位）   | 同上               | 1746年－1756年                | - 占峇拉惹 - 再度废位                                                 |
| 26   |      | 拉惹隆班达             | ？－1758年9月4日   | 1756年－1758年9月4日          | - 西吉兰丹拉惹（1717年－1758年） - 吉兰丹拉惹（1756年－1758年）       |
| 27   |      | 拉惹隆莫哈末           | 待考               | 1758年9月4日－1763年7月12日   | - 吉兰丹拉惹 - 废位                                                   |

### 现代吉兰丹苏丹王朝
| 顺序 | 肖像 | 名称              | 生卒日期                      | 在位日期                      | 备注                       |
| ---- | ---- | ----------------- | ----------------------------- | ----------------------------- | -------------------------- |
| 1    |      | 苏丹隆尤诺斯      | ？－1795年7月15日             | 1763年7月12日－1795年7月15日  |                            |
| 2    |      | 登姑莫哈末        | 待考                          | 1795年－1800年                |                            |
| 3    |      | 苏丹莫哈末        | 约1742年－1835年1月26日       | 1801年11月17日－1835年1月26日 |                            |
| 4    |      | 苏丹莫哈末二世    | 约1794年－1886年10月30日      | 1835年1月26日－1886年10月30日 |                            |
| 5    |      | 苏丹阿末          | ？－1890年3月8日              | 1886年10月30日－1890年3月8日  |                            |
| 6    |      | 苏丹莫哈末三世    | 1845年－1891年5月11日         | 1890年3月8日－1891年5月11日   |                            |
| 7    |      | 苏丹满速          | 1870年－1900年2月9日          | 1891年5月11日－1900年2月9日   |                            |
| 8    |      | 苏丹莫哈末四世    | 1870年－1920年12月23日        | 1900年2月9日－1920年12月23日  |                            |
| 9    |      | 苏丹伊斯迈        | 1880年8月20日－1944年6月20日  | 1920年12月23日－1944年6月20日 |                            |
| 10   |      | 苏丹依布拉欣      | 1897年8月9日－1960年7月9日    | 1944年6月20日－1960年7月9日   |                            |
| 11   |      | 端姑雅亚·柏特拉   | 1917年12月10日－1979年3月29日 | 1960年7月9日－1979年3月29日   | - 马来西亚第六任最高元首   |
| 12   |      | 苏丹伊斯迈·柏特拉 | 1949年11月11日－2019年9月28日 | 1979年3月29日－2010年9月13日  | - 因病退位                 |
| 13   |      | 苏丹莫哈末五世    | 1969年10月6日－               | 2010年9月13日－               | - 马来西亚第十五任最高元首 |